# Église Saint-Jean-Baptiste de Saint-Jean-Lespinasse
L'église Saint-Jean-Baptiste de Saint-Jean-Lespinasse est une église catholique située à Saint-Jean-Lespinasse, dans le département français du Lot, en France.

## Historique
L'église était à la collation épiscopale. En 1363, c'est un prieuré 
uni au chapitre de Cahors.
La façade occidentale a peut-être des vestiges d'une église du XIe siècle, mais la maçonnerie montre trois états successifs.
Le transept, l'abside et la crypte doivent remonter à la première moitié du XIIe siècle mais il y a eu aussi des travaux à la fin du XIIe siècle ou au début du XIIIe siècle.
La nef a été surélevée à une période non déterminée.
La présence de peintures doit permettre de dater du XVe siècle la réalisation de la voûte de la croisée du transept et de la chapelle sud. Le porche devant la façade ouest est probablement de la même époque.
On peut voir à l'intérieur une litre funéraire du XVIIIe siècle. Les armoiries sont peu lisibles, on suppose qu'elles sont celles de la famille des Plas de Tanes à laquelle appartenait le château de Montal en 1789.
L'édifice a été classé au titre des monuments historiques le 4 décembre 1913.
Plusieurs objets sont référencés dans la base Palissy.

## Décor
Un ensemble de peintures a été découvert en 1990. Il a été restauré par l'atelier de Jean-Marc Stouff. Ces peintures ont été réalisées par deux ateliers.
Un atelier est intervenu à la fin du XVe siècle dans le chœur et le transept :
- dans la travée droite du chœur : le martyre de saint Sébastien avec deux personnages portant des offrandes ;
- dans le croisillon nord du transept : la Cène et une Vierge de Pitié encadrée par un saint et un évêque sur fond de draperie ;
- dans le croisillon sud du transept : la Crucifixion avec saint Pierre et sainte Catherine entourant saint Jean et la Vierge Marie.

Un second atelier est intervenu dans la nef et la chapelle latérale sud :
- mur sud de la nef : l’Annonciation représentée dans une demeure organisée de part et d’autre d’un vase rempli de fleurs de lys. Il ne reste de la scène, très altérée, qu'un saint Jean-Baptiste représenté sous un dais tenant son bâton en forme de tau ;
- chapelle sud : sur la voûte ont été peints des rinceaux de fleurs et les symboles des quatre évangélistes.

## Mobilier
Le retable avec son tabernacle en bois doré comprenant des panneaux représentant la Crucifixion et la Flagellation a probablement été réalisé dans l'atelier de la famille Tournié, sculpteurs de Gourdon.